# Tony Coton
Anthony Philip "Tony" Coton (født 19. maj 1961) er en engelsk tidligere fodboldspiller, der spillede som målmand fra 1978 til 1999.
Han er født i Tamworth. Han spillede 500 kampe i the Football League og Premier League for Birmingham City, Watford, Manchester City og Sunderland.